# 华绍林
华绍林（1942年—），女，北京人，中国跳伞运动员，曾任国际航空联合会副主席，中国航空运动协会副主席。